# Philip Hartmann
Johan Philip Hartmann (ca. 1710 – 10. november 1779 i Kalundborg) var murermester og arkitekt i rokokotiden.
Han var murersvend 1744-47, vistnok hos Johan Christian Conradi, ved opførelsen af Ledreborg; han var i København 1746-47, og senere var han virksom som murermester i Kalundborg, hvor han nævnes fra 1762. Han har muligvis bygget Apoteket, Lindegade 4 (1763) og huset Kordilgade 36 (brændt 1901) samt det Barnerske Gravkapel ved Ruds Vedby Kirke (1769). Kongegården i Korsør (1761) tilskrives også ham.
De mange rokokohuse i Vestsjælland, der er inspireret af Eigtveds rokoko, kan forklares ved, at stilen er blevet introduceret i det vestsjællandske ved J.C. Conradis arbejder på Ledreborg samt opførelse af Kalundborg Ladegård (Kaalund Kloster). Philip Hartmann er sandsynligvis ophavsmanden, da hans færden tidsmæssigt falder sammen med de nævnte bygningers opførelsestidspunkter.